# Sheree Jefferson
Sheree Jefferson (* 25. März 1972) ist eine neuseeländische Badmintonspielerin. 

## Karriere
Sheree Jefferson nahm 1991, 1993, 1997 und 1999 an den Badminton-Weltmeisterschaften teil. 1992 siegte sie bei den New Zealand Open. 1997 wurde sie Ozeanienmeisterin im Damendoppel, 1999 gewann sie dort Bronze. Bei den Auckland International wurde sie 1997 und 1998 Zweite.

## Referenzen
- Sheree Jefferson beim Badminton-Weltverband

| Personendaten    | Personendaten                      |
| ---------------- | ---------------------------------- |
| NAME             | Jefferson, Sheree                  |
| KURZBESCHREIBUNG | neuseeländische Badmintonspielerin |
| GEBURTSDATUM     | 25. März 1972                      |